# Jan Noorduijn
Jan Noorduijn   (Nimega, 10 d'agost de 1889 - Sant Joan de Cap Ferrat, 16 de febrer de 1957) va ser un futbolista neerlandès. Va formar part de la selecció neerlandesa de futbol, jugant 4 partits. Hi va jugar el seu primer partit el 15 de març de 1914.